# Preben Van Hecke
Preben Van Hecke (Dendermonde, Bélgica, 9 de julho de 1982) é um ciclista belga que foi profissional entre 2003 e 2019.
Preben Van Hecke estreiou como profissional em 2003 com o Quick Step-Davitamon-Latexco e em 2004, junto com vários compatriotas, passou à equipa espanhol Relax-Bodysol. Em 2005 alinhou pela equipa ProTour Davitamon-Lotto. Após três temporadas uniu-se à equipa Topsport Vlaanderen em 2008 onde permaneceu até sua retirada em 2019.

## Palmarés
- 2003
  - 1 etapa do Volta à Normandia
- Circuito de Hainaut

- 2004
  - 1 etapa da Ster Elektrotoer
- Noord Nederland Tour (ex-aequo junto com 21 ciclistas)

- 2006
- Schaal Sels

- 2012
- Omloop van het Waasland

- 2013
- Antwerpse Havenpijl
- Grande Prêmio do Somme

- 2015
- Campeonato da Bélgica em Estrada

## Resultados nas Grandes Voltas
| Carreira        | 2003 | 2004 | 2005 | 2006  | 2007 | 2008 | 2009 | 2010 | 2011 | 2012 | 2013 | 2014 | 2015 | 2016 | 2017 | 2018 | 2019 |
| --------------- | ---- | ---- | ---- | ----- | ---- | ---- | ---- | ---- | ---- | ---- | ---- | ---- | ---- | ---- | ---- | ---- | ---- |
| Giro d'Italia   | -    | -    | -    | 140.º | -    | -    | -    | -    | -    | -    | -    | -    | -    | -    | -    | -    | -    |
| Tour de France  | -    | -    | -    | -     | -    | -    | -    | -    | -    | -    | -    | -    | -    | -    | -    | -    | -    |
| Volta a Espanha | -    | -    | 84.º | -     | -    | -    | -    | -    | -    | -    | -    | -    | -    | -    | -    | -    | -    |

## Equipas
- Quick Step-Davitamon-Latexco (2003)
- Relax-Bodysol (2004)
- Davitamon/Predictor (2005-2007)
  - Davitamon-Lotto (2005-2006)
  - Predictor-Lotto (2007)
- Topsport Vlaanderen (2008-2019)
  - Topsport Vlaanderen (2008)
  - Topsport Vlaanderen-Mercator (2009-2012)
  - Topsport Vlaanderen-Baloise (2013-2016)
  - Sport Vlaanderen-Baloise (2017-2019)